# Сазін Вадим Юрійович
Вадим Юрійович Сазін — старший лейтенант Збройних сил України, учасник російсько-української війни, що відзначився під час російського вторгнення в Україну в 2022 році.

## Життєпис
Вадим Сазін народився в Мукачево. Навчався на факультеті військової юстиції Національної юридичної академії України імені Ярослава Мудрого, яку закінчив за спеціальністю «Правознавство», освітньо-кваліфікаційний рівень — магістр.

## Нагороди
- орден Богдана Хмельницького III ступеня (2022) — за особисту мужність і самовіддані дії, виявлені у захисті державного суверенітету та територіальної цілісності України, вірність військовій присязі[3].